# Arnaud Djoum Sutchuin
Arnaud Djoum Sutchuin (Yaoundé, 2 mei 1989) is een Kameroens voetballer met tevens de Belgische nationaliteit. Hij komt bij voorkeur uit op het middenveld.

## Clubcarrière
Hij begon zijn loopbaan bij RSD Jette en vervolgens FC Molenbeek Brussels Strombeek waarvoor hij in het seizoen 2006/07 twaalf wedstrijden speelde, hij scoorde hier één doelpunt. Hierna ging hij naar RSC Anderlecht waar hij echter niet doorbrak. In januari 2009 tekende hij een contract tot aan de zomer van 2012 bij Roda JC, dat hem overnam van RSC Anderlecht. Op 3 mei 2009 maakte hij zijn debuut voor Roda in de thuiswedstrijd tegen Willem II. In de uitwedstrijd tegen SC Cambuur Leeuwarden op 3 juni 2009, het derde duel van de play offs, viel hij wederom in. Met Roda JC Kerkrade degradeerde hij op zaterdag 3 mei 2014 naar de Eerste divisie. Hij vervolgde zijn loopbaan bij Akhisar Belediyespor. Vanaf februari 2015 kwam hij uit voor Lech Poznań. In september van dat jaar tekende hij na een stage een contract tot het einde van het kalenderjaar bij Heart of Midlothian. In november tekende hij een nieuw contract tot medio 2017; voorafgaand aan het seizoen 2017/18 werd het contract verlengd tot medio 2019. Hierna ging hij naar Al-Raed in Saoedi-Arabië. In 2021 ging hij naar Apollon Limassol.

## Interlandcarrière
Hoewel Djoum Sutchuin de Belgische nationale jeugdploegen doorliep, maakte hij in 2016 zijn debuut voor Kameroen. Op 3 september 2016 speelde hij onder leiding van Hugo Broos zijn eerste interland voor Kameroen tegen Gambia. Broos selecteerde hem eveneens voor het Afrikaans kampioenschap voetbal 2017, waar Sutchuin een basisplaats kreeg in de finale tegen Egypte. Kameroen won met 1–2, waardoor Sutchuin bij zijn eerste deelname meteen het Afrikaans kampioenschap won. Hij nam met Kameroen als vertegenwoordiger van Afrika deel aan de FIFA Confederations Cup 2017, waar in de groepsfase werd verloren van regerend wereldkampioen Duitsland, regerend Zuid-Amerikaans kampioen Chili en werd gelijkgespeeld tegen de kampioen van Azië, Australië. Hij maakte deel uit van de selectie op het Afrikaans kampioenschap voetbal 2019.

## Carrière
| seizoen         | club                 | land                   | competitie           | wed. | goals |
| --------------- | -------------------- | ---------------------- | -------------------- | ---- | ----- |
| 2006/07         | FC Brussels          | Vlag van België        | Tweede klasse        | 5    | 0     |
| 2007/08         | FC Brussels          | Vlag van België        | Tweede klasse        | 7    | 1     |
| 2008/09         | RSC Anderlecht       | Vlag van België        | Jupiler League       | 0    | 0     |
| 2008/09         | Roda JC              | Vlag van Nederland     | Eredivisie           | 1    | 0     |
| 2009/10         | Roda JC              | Vlag van Nederland     | Eredivisie           | 26   | 1     |
| 2010/11         | Roda JC              | Vlag van Nederland     | Eredivisie           | 28   | 5     |
| 2011/12         | Roda JC              | Vlag van Nederland     | Eredivisie           | 23   | 2     |
| 2012/13         | Roda JC              | Vlag van Nederland     | Eredivisie           | 19   | 1     |
| 2013/14         | Roda JC              | Vlag van Nederland     | Eredivisie           | 22   | 0     |
| 2014/15         | Akhisar Belediyespor | Vlag van Turkije       | Super Lig            | 13   | 0     |
| 2014/15         | Lech Poznań          | Vlag van Polen         | Ekstraklasa          | 3    | 0     |
| 2015/16         | Heart of Midlothian  | Vlag van Schotland     | Scottish Premiership | 28   | 5     |
| 2016/17         | Heart of Midlothian  | Vlag van Schotland     | Scottish Premiership | 33   | 6     |
| 2017/18         | Heart of Midlothian  | Vlag van Schotland     | Scottish Premiership | 16   | 0     |
| 2018/19         | Heart of Midlothian  | Vlag van Schotland     | Scottish Premiership | 32   | 3     |
| 2019/20         | Al-Raed              | Vlag van Saoedi-Arabië | Professional League  | 29   | 4     |
| 2020/21         | Al-Raed              | Vlag van Saoedi-Arabië | Professional League  | 25   | 3     |
| Carrière totaal | Carrière totaal      | Carrière totaal        | Carrière totaal      | 310  | 31    |

## Erelijst
| Competitie           |             |             |             |             |
| Competitie           | Aantal      | Jaren       |             |             |
| Lech Poznań          | Lech Poznań | Lech Poznań | Lech Poznań | Lech Poznań |
| -------------------- | ----------- | ----------- | ----------- | ----------- |
| Kampioen Ekstraklasa | 1x          | 2014/15     |             |             |
| Kameroen             |             |             |             |             |
| Afrika Cup           | 1x          | 2017        |             |             |